# Thomas Axel Palka
Thomas Axel Palka (* 27. Februar 1954 in Leipzig) ist ein deutscher Politiker (AfD). Von 2016 bis 2021 war er Abgeordneter im Landtag von Baden-Württemberg.

## Leben
Palka ist Techniker im Ruhestand. Er ist verheiratet, hat drei Kinder und lebt in Schwaigern. Er ist evangelischen Glaubens.

## Politik
Palka ist Mitglied der Alternative für Deutschland. Er ist seit den Kommunalwahlen in Baden-Württemberg 2014 für die AfD Mitglied des Kreistags des Landkreises Heilbronn. Bei der Landtagswahl in Baden-Württemberg 2016 wurde er mit 18,3 Prozent der Stimmen im Wahlkreis Eppingen in den Landtag von Baden-Württemberg gewählt.
Bei der Nominierung für die Landtagswahl 2021 konnte sich Palka nicht gegen seinen Herausforderer Rainer Podeswa, der bisher ein Mandat im Wahlkreis Heilbronn innehat, behaupten.